# Совершенный (эсминец, 1939)
«Совершенный» — эскадренный миноносец проекта 7-У проходил службу в Отряде лёгких сил Эскадры Черноморского флота. Участник Великой Отечественной войны на Чёрном море. Подорвался на советском минном заграждении 30 сентября 1941 года. В ноябре в ходе ремонта в доке в Севастополе уничтожен немецкой авиацией.

## Строительство
Корабли данного проекта разрабатывались конструкторским бюро Северной судостроительной верфи под общим руководством главного конструктора Н. А. Лебедева и наблюдением представителя ВМФ А. Э. Цукшвердта.
Корабль был заложен как «Бесстрашный» 17 сентября 1936 года в Николаеве на заводе № 200 (имени 61 коммунара) по проекту 7 с заводским номером 1073. В 1938 году эсминец был перезаложен по проекту 7У, при этом у почти готового корпуса пришлось демонтировать ряд конструкций, и спущен на воду 25 февраля 1939 года. После спуска на воду со стапеля завода № 200 корабль был переведён для достройки в Севастополь на завод № 201. К 22 июня 1941 года он находился в 90-процентной готовности. В сентябре начались его приемные испытания. 25 сентября 1940 года корабль был переименован в «Совершенный» .

## История службы

### Подрыв на минном заграждении 30 сентября 1941 г.
22 июня 1941 года «Совершенный» встретил под командованием старшего лейтенанта Сергея Ивановича Федорова .
30 сентября 1941 года во время ходовых испытаний на Херсонесской мерной миле в 16.42 корабль подорвался на советском оборонительном минном заграждении. Взрыв произошёл по правому борту в районе 71-91-го шпангоутов, когда корабль находился на расстоянии 2,5 мили от берега.
«Совершенный» начал описывать циркуляцию вправо, прошёл по инерции около полутора миль и остановился с креном 5-6 градусов на левый борт и дифферентом 1,5 метра на нос. В месте взрыва верхнюю палубу вспучило на полметра, котельный кожух первой трубы разорвало с обоих бортов. Всё оборудование 1-го машинного и 2-го котельного отделений было уничтожено: котёл № 2 сорвало с фундамента, а турбину низкого давления первого ТЗА приподняло вместе с фундаментом и загнуло влево. Разрушило и пост энергетики и живучести. Во 2-м котельном отделении вспыхнул пожар, который не смогли потушить ни быстрое затопление отсека, ни сброшенные в него баллоны с углекислотой — всплывший мазут горел в течение двух часов. Второй эшелон ГЭУ повреждений не получил, но разобщающий клапан закрыт не был, и пар из кормовых котлов вырвался через разбитый трубопровод 1-го машинного отделения в считанные минуты. По аналогичной причине ушла и питавшая котлы вода.
Котельные отделения № 1 и № 2 и машинное № 1 оказались затопленными в течение нескольких минут. В 3-е котельное отделение вода начала поступать через повреждённую переборку на 109-м шпангоуте, в 4-е — через носовую переборку, подшипники валопровода и водоотливной эжектор. Кроме того, из-за разошедшихся заклёпочных швов в районе 177-го шпангоута открылась течь в 3-м кубрике, 4-м погребе и химической кладовой. Всего «Совершенный» принял более тысячи тонн воды, откачка которой осложнялась отсутствием на корабле электроэнергии.
Примерно через 20 минут после взрыва к борту эсминца подошли торпедные катера, затем буксир «Дооб», a после 18.30 — спасательные суда «Шахтер» и «Меркурий». Последние пытались откачать воду из затопленных отсеков. Ночью корабль отбуксировали на мелкое место в Казачьей бухте. Утром 1 октября туда прибыл буксир СП-14, доставивший два 85-тонных понтона. Последние подвели под корпус эсминца, и затем повреждённый корабль отбуксировали в Севастополь. 2 октября «Совершенный» поставили в плавучий док, а после временной заделки пробоины перевели в сухой док завода № 201 .

### Дальнейшая служба
12 ноября во время налёта авиации противника корабль получил дополнительные повреждения: одна бомба попала в кожух 4-го котельного отделения, насквозь пробила котёл и днище и взорвалась под килем в районе 122-го шпангоута, сильно разрушив корпус; вторая бомба разорвалась в восьми метрах от левого борта, в районе 127-го шпангоута, изрешетив обшивку осколками и вызвав пожар: в топливных цистернах эсминца всё ещё оставался мазут. Кормовая часть корабля выгорела, а в цистерне на 186-205-м шпангоутах произошёл взрыв паров мазута. Кроме этого, бомбы разрушили батопорт, и док заполнился водой. Носовая часть эсминца всплыла в доке и корпус корабля переломился в районе 2-го котельного и 1-го машинного отделений, «Совершенный» соскочил с килевой дорожки и лёг на дно дока с креном 25 градусов на левый борт.
В ноябре—декабре с эсминца сняли орудия для формирования батареи № 111 на Малаховом кургане. 
Сухой док с находившимся в нём эсминцем был отремонтирован, и 20 февраля 1942 года он был осушён. За 2 месяца был воссоздан корпус эсминца и в начале мая его вывели из дока и поставили у стенки Корабельной бухты для достройки на плаву. Но завершить работы не удалось. 8 июня у борта эсминца разорвались несколько бомб, а одна разорвалась в 4-м котельном отделении. 15 июня у правого борта в районе 3-го котельного отделения взорвался снаряд немецкой осадной артиллерии, в результате чего образовалась пробоина площадью около 3 квадратных метров. Корабль стал заполняться водой. Откачать её с помощью двух подошедших буксиров не удалось, и «Совершенный» затонул. Над водой осталась лишь его носовая надстройка.
После войны, 28 октября 1945 года, эсминец подняли и сдали на слом .

## Командиры
«Совершенный» так официально и не был принят в состав ВМФ. До 14 ноября 1941 года кораблём командовал старший лейтенант Сергей Иванович Фёдоров.